# Ben Martin (Musiker)

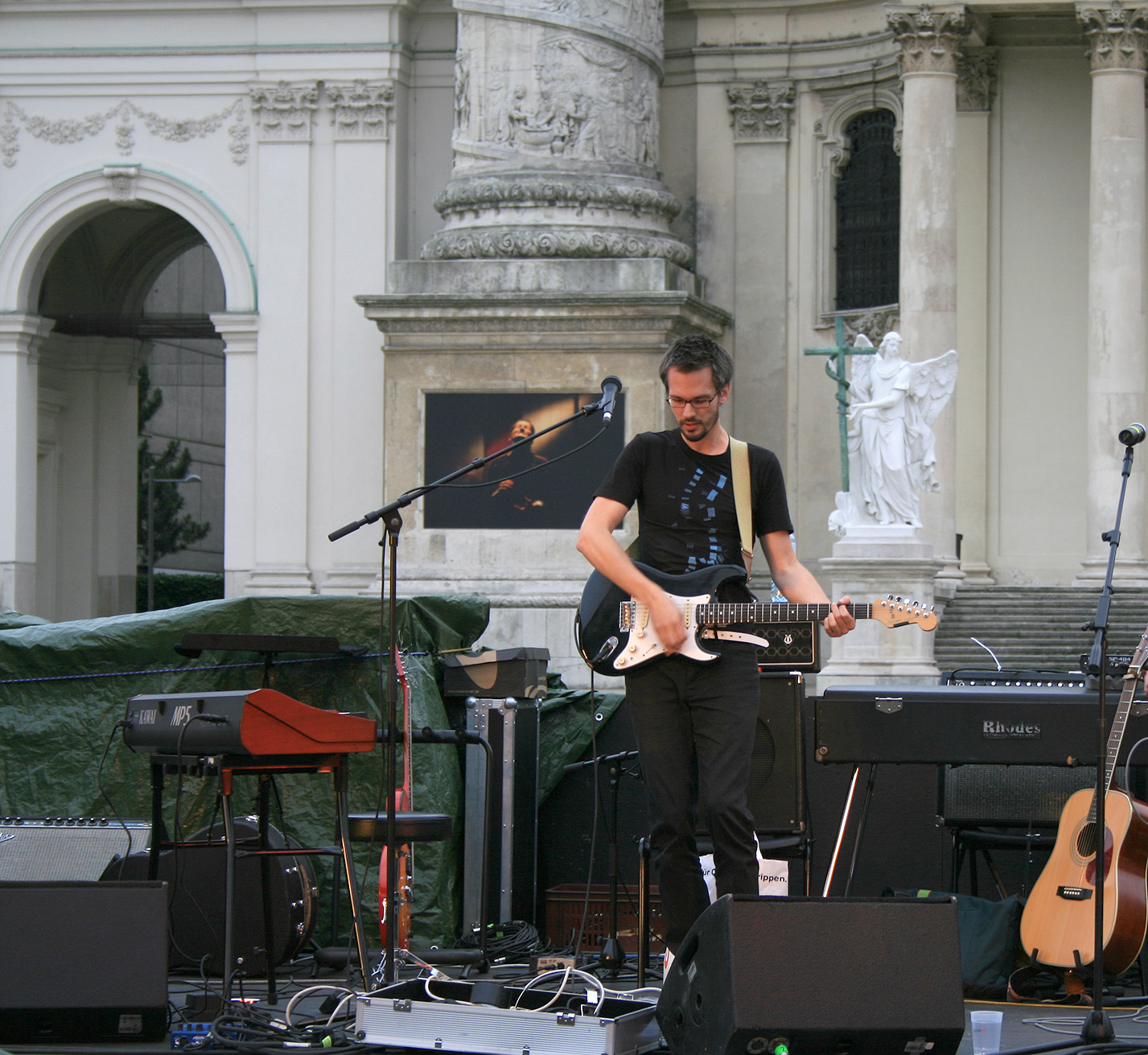
Ben Martin (Kunstzone Karlsplatz 2008)

Ben Martin (* 22. November 1978, mit bürgerlichen Namen Martin Rotheneder) ist ein österreichischer Singer-Songwriter und Musiker aus St. Pölten. Neben seinem Soloprojekt ist er auch Mitglied und Gründer der Electronic-Pop Band I Am Cereals und des Progressive Indie-Rock-Duos The Black Riders.

## Biografie
Mit sieben Jahren begann er Gitarre zu spielen und später war er Begründer mehrerer Bands. Im weiteren Verlauf studierte er das Fach Jazz-Gitarre, das er auch mit einem Diplom abschloss. Dabei kam er mit Modern Jazz und Blues in Berührung, scheute sich aber niemals vor anderen Musik-Genres.
Sein Interesse an den verschiedenen Sounds brachte ihn einer breiten österreichischen Szene näher. Seitdem steht er in Kontakt zu Künstlern, mit denen er auch in musikalischer Kooperation steht. Dazu gehören Zusammenspiele mit der JazzWerkstatt Wien, Viennese Soulfood und 5/8erl in Ehr’n. Daneben zieht es ihn in die Pop/Rock-Sparte, wobei er mit Tyler, sowie den Artisten Axel Wolph und Esteban’s auftrat.
2004 startete Ben Martin mit seinem Debütalbum „That State of Mind“ als Solo-Künstler. Die darauf zu findende Single „Television“ wurde zu einem vorübergehenden Indie-Hit in Österreich. Obwohl er mit seinen ersten vier Soloalben der Indie-Szene zugerechnet wurde, gibt es darüber hinaus noch zwei große Hauptprojekte. Im Jahre 2007 wurde die Electronic-Pop-Band I Am Cereals gegründet, die 2009 für den Amadeus FM4 Award nominiert wurde. Dazwischen startete er gemeinsam mit Drummer Michael Prowaznik die Band The Black Riders. Einige Songs des Debüt-Albums „The Guns Are Rested“ schafften es auf Rotation bei Ö3 und FM4.
Darüber hinaus hat Ben Martin ein eigenes Label Violet Noise Records gegründet, welches die drei Musik-Projekte unter einem Dach vereint. Außerdem arbeitet er seit 2010 als Songwriter für Chrysalis Music Publishing.
Ben Martin kehrte vier Jahre nach seinem Soloalbum „Worn Legs“ wieder als Solokünstler zurück. Sein Album „Born Under Dark Skies“ hat er mit Hilfe von Lukas Lauermann (A Life, A Song, A Cigarette) am Cello, Matthias Frey (Sweet Sweet Moon) an der Violine, dem Schlagzeuger Lukas König (Kompost 3) und Martin Eberle (Kompost 3, Jazzwerkstatt Wien) am Flügelhorn aufgenommen. Insgesamt 10 Lieder ziehen sich, mit zum Teil sehr düsteren Themen, durch das Album. Die erste Single „Pirate Ships“ behandelt die Geschichte einer Freundin, die an Multipler Sklerose erkrankt ist.
2011 kam bei Live-Auftritten, neben seiner Gitarre und Stimme, auch ein Loop-Pedal zum Einsatz, welches bei geschlossenen Augen eine ganze Band vermuten lässt.

2013 veröffentlichte Ben Martin sein sechstes Soloalbum „The Endless Stream of Everything“ auf Violet Noise Records.

## Diskografie

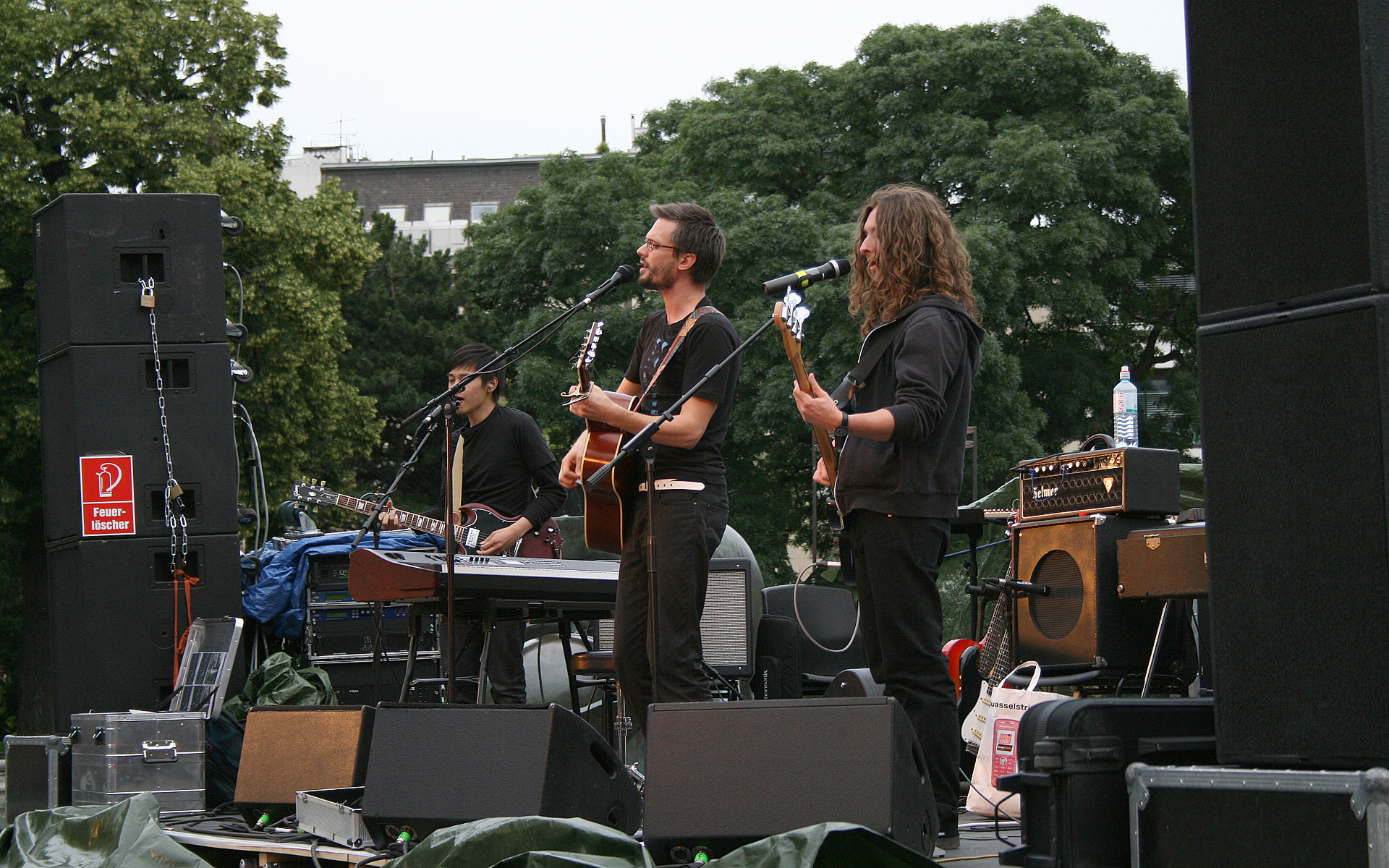
Ben Martin & Band (Kunstzone Karlsplatz 2008)

### Alben
Ben Martin (Soloalben)
- 2004: That State Of Minde (Wohnzimmer Records)
- 2005: Travelling (Wohnzimmer Records)
- 2006: The Tiny Bits And Pieces (Wohnzimmer Records)
- 2007: Worn Legs (Violet Noise Records)
- 2011: Born Under Dark Skies (Violet Noise Records)
- 2013: The Endless Stream Of Everything (Violet Noise Records)

I Am Cereals
- 2009: I AM CEREALS (Violet Noise Records)
- 2011: Galaxy (Violet Noise Records)

The Black Riders
- 2010: The Guns Are Rested (Violet Noise Records)[10]

### Singles
I Am Cereals
- 2007: Out Of Order (Violet Noise Records)
- 2008: French Parade (Violet Noise Records)

The Black Riders
- 2010: On The Horizon (Violet Noise Records)[11]